# Isola Resolution
L'isola Resolution, in māori Tau Moana, è un'isola neozelandese del Pacifico meridionale, la settima per superficie dell'arcipelago. È situata a breve distanza dalla costa occidentale dell'Isola del Sud, da cui la separa lo stretto di Dusky.